# Sindia
|  | Aquest article tracta sobre el municipi italià. Si cerqueu la dinastia de Gwalior, vegeu «Scindia». |

Sindia (en sard, Sindia) és un municipi italià, dins de la província de Nuoro. L'any 2007 tenia 1.971 habitants. Es troba a la regió de Planargia. Limita amb els municipis de Macomer, Pozzomaggiore (SS), Sagama (OR), Scano di Montiferro (OR), Semestene (SS) i Suni (OR).

## Administració
| Període | Identitat       | Partit        |
| ------- | --------------- | ------------- |
| 2005-   | Francesco Scanu | Llista cívica |

## Personatges il·lustres
- Giovanni Del Rio polític sard, president de Sardenya.